# Hey Man, Nice Shot
Hey Man, Nice Shot var industrirockbandet Filters första singel. Låten fanns med på TV-spelet Guitar Hero World Tour som kom ut 2008.

## Listpositioner
| Lista (1995)                          | Högsta position |
| ------------------------------------- | --------------- |
| U.S. Billboard Mainstream Rock Tracks | 19              |
| U.S. Billboard Modern Rock Tracks     | 10              |
| U.S. Billboard Billboard Hot 100      | 76              |